# Grand Prix (Roman)
Grand Prix: Der neunte Fall für Bruno, Chef de police (Originaltitel: Fatal Pursuit) ist der neunte Band aus Martin Walkers Bruno-Reihe um den Stadtpolizisten Benoît „Bruno“ Courrèges, der in einer fiktiven Kleinstadt im Périgord Mordfälle löst. Die deutsche Übersetzung des englischen Originals von 2016 stammt von Michael Windgassen und erscheint seit 2017 im Diogenes Verlag.

## Handlung
Die neueste Idee des umtriebigen Bürgermeisters von Saint-Denis um seine beschaulichen Stadt bekannter zu machen, ist die Verbindung eines Laufs zur französischen Rallye-Meisterschaft mit einer Oldtimer-Parade. Zu den illustren Gästen zählen die Oldtimerfreunde George Young und Sylvestre Wémy. Sie verbindet ihr Interesse an dem verschwundenen vierten Bugatti Type 57 SC Atlantic. Während Sylvestre ein rein geschäftliches Interesse an dem wertvollen Wagen hat und professionell nach ihm suchen lässt, ist er für den Engländer Young auch Teil seiner Familiengeschichte. Seine Urgroßmutter war eine Schwester des Rennfahrers William Grover-Williams, der für Bugatti fuhr und arbeitete und auch den gesuchten Wagen fahren durfte. Wie sein Kollege Robert Benoist war er im Widerstand aktiv. Als beide in deutsche Konzentrationslager deportiert wurden, verschwand auch der Wagen.
Sylvestre betreibt mit seinem Geschäftspartner Farid „Freddy“ Iqbal, einem indischen Geschäftsmann, einen internationalen Oldtimerhandel mit Schwerpunkt in Abu Dhabi. Freddy nimmt an der gleichzeitig stattfindenden Rallye teil, bei der Bruno für seine gute Freundin Annette als Beifahrer einspringt. Bei den Geschäften von Freddy und Sylvestre geht offenbar nicht alles mit rechten Dingen zu, denn Brunos frühere Freundin Isabelle – jetzt Ermittlerin bei Eurojust – hat die beiden wegen Geldwäscheverdachts im Visier und kommt dazu persönlich nach Saint-Denis. Obwohl ihre Beziehung zu Bruno schon länger beendet ist, reagiert sie dennoch eifersüchtig auf Brunos Techtelmechtel mit der Unternehmerin Martine, die aus Saint-Denis stammt, aber zurzeit in London lebt.
Zuvor war Bruno zur Leiche des pensionierten Archivars Hugon gerufen worden, der auch nach seiner Pensionierung immer noch Rechercheaufträge annahm. Zunächst sah dort alles nach einem natürlichen Tod aus, doch Bruno stutzte, als er keinerlei Unterlagen zu Hugons letzter Recherche fand. Tatsächlich ergibt die Obduktion, dass Hugon an einer Blausäurevergiftung starb. Bruno vermutet einen Zusammenhang zu Sylvestres Suche nach dem Bugatti. Doch weder Sylvestre noch Freddy wollen Hugon gekannt haben. Bruno findet jedoch heraus, dass Hugon die Hintergründe des Bugattis recherchiert hat und findet schließlich auch eine Spur zu Freddy.
Bruno muss nicht nur den Todesfall aufklären und Isabelle Unterstützung leisten, er vermittelt auch noch in einem Erbstreit zwischen Sylvestre und Martines Familie und kümmert sich um den jungen Félix, der aus sozial schwachen Verhältnissen kommt und von einem Mitschüler gemobbt wird. Félix erkennt auf einem Foto von Bruno den gesuchten Bugatti wieder. Sein Großvater habe ein Foto des gleichen Fahrzeugs in einem alten Album.
Bevor Bruno dieser Spur folgen kann, wird er wieder zu Sylvestres Haus gerufen. Sylvestre treibt tot im Pool. Verletzungen deuten jedoch darauf hin, dass er ermordet wurde. Sein Partner Freddy hat sich abgesetzt und zuvor die Konten geräumt. Isabelle löst einen internationalen Haftbefehl aus und folgt seiner Spur. Schließlich ist sie sich sicher, dass man seiner in Abu Dhabi habhaft wird. Nicht nur Teile von Hugons Unterlagen werden in Sylvestres Haus gefunden, in Freddys gut ausgestatteten Renntransporter findet sich auch Blausäure.
Während Bruno an Freddy als Mörder an Sylvestre zweifelt, nimmt er die Spur des Bugattis wieder auf. Die führt über Felix’ Großvater zu einem Schrotthandel und zurück nach Saint-Denis. Der Vater des heutigen Besitzers des kleinen Vergnügungsparks hatte vor Jahren allerlei alte Gerätschaften aufgekauft um irgendwann eine Art Heimatmuseum zu eröffnen. Seitdem liegt alles in einer alten Scheune eingelagert. Tatsächlich findet Bruno dort zwischen Mähdreschern, Pflügen, und anderen alten Ackergeräten das Fahrgestell und das Getriebe des Bugattis, zwar in erbärmlichen Zustand aber eindeutig identifizierbar. Auch der Bürgermeister ist von dem Sensationsfund begeistert. Er hat inzwischen herausgefunden, dass die Scheune auf städtischem Grund steht und die Pacht schon lange nicht mehr bezahlt wurde. Der Fund gehört damit der Stadt.
Die Freude des herbeigerufenen Young währt dagegen nur kurz. Bruno weiß mittlerweile, dass Young die Mordnacht nicht bei seiner Freundin Annette verbracht hat und damit kein Alibi hat. Bruno nimmt an, dass Young Sylvestre aufgesucht hat. Der hatte wahrscheinlich mit seinem Fund geprahlt und Young daraufhin die Fassung verloren. Bruno nimmt Young fest. Der streitet zwar alles ab, doch Bruno weiß, dass Freddys Mörder sich mit einem Handtuch abgetrocknet und dabei seine DNS-Spuren hinterlassen hat.
Martine fliegt wieder nach England zurück, kündigt Bruno aber an, bald wiederkommen zu wollen.

## Hintergrund
In all seinen Krimis verbindet Walker die Krimihandlung mit zwei weiteren Zutaten: Land und Leute des Périgord (und vor allem ihre Essgewohnheiten) und einen politisch-historischen Hintergrund. Diesmal hat er die Geschichte des verschollenen Bugatti Type 57 SC Atlantic mit der Fahrgestellnummer 57453 aufgegriffen und erinnert dabei an die Rennfahrer und Widerstandskämpfer Robert Benoist und William Grover-Williams. Wie er in der Danksagung verrät, kam der Anstoß dazu von seiner älteren Tochter Kate, die als Motorsportjournalistin arbeitet. Grover-Williams war der erste Sieger des Großen Preises von Monaco 1929, Benoist gewann 1937 das 24-Stunden-Rennen von Le Mans. Beide wurden wegen ihrer Tätigkeit für die Résistance bzw. SOE in deutschen Konzentrationslagern hingerichtet.
- amerikanische Handelsplattform mit Originalbild, Bericht und Grafiken von allen vier Fahrzeugen

## Kritik
Silke Schröder schreibt auf hallo-buch.de über die deutsche Hörbuchausgabe, wer sich darauf einlasse, wie sich der Autor sein Frankreich offenbar wünsche, rieche die milde Sommerluft und schmecke das gute Essen. Das Buch sei „ein Krimi für Liebhaber gut erzählter, leicht-beschaulicher Verbrechenskultur, garniert mit reichlich périgordischen Küchenspezialitäten.“
Das Hörbuch sei von Johannes Steck hervorragend gelesen.